# Thomas Jessayyan Netto
Thomas Jessayyan Netto (Puthiyathura, 29 dicembre 1964) è un arcivescovo cattolico indiano, dal 2 febbraio 2022 arcivescovo metropolita di Trivandrum.

## Biografia
È nato a Puthiyathura, nell'arcidiocesi di Trivandrum, il 29 dicembre 1964.

### Formazione e ministero sacerdotale
Dopo essere entrato nel seminario di Alwaye dove ha compiuto gli studi di filosofia e teologia, ha ricevuto l'ordinazione sacerdotale il 19 dicembre 1989.
Successivamente ha completato gli studi conseguendo un diploma in sociologia presso l'istituto Loyola di Trivandrum e il dottorato in teologia dogmatica presso la Pontificia Università Urbaniana di Roma nel 1999.
Ha ricoperto vari incarichi, tra cui quello di rettore del seminario minore di Trivandrum dal 2003 al 2010, nonché segretario del consiglio per il dialogo interreligioso.

### Ministero episcopale
Il 2 febbraio 2022 papa Francesco lo ha nominato arcivescovo metropolita di Trivandrum; è succeduto a Maria Callist Soosa Pakiam, dimessosi per raggiunti limiti d'età. Il 19 marzo ha ricevuto l'ordinazione episcopale, per imposizione delle mani del suo predecessore; contestualmente ha preso possesso dell'arcidiocesi.

## Genealogia episcopale
La genealogia episcopale è:
- Cardinale Guillaume d'Estouteville, O.S.B.Clun.
- Papa Sisto IV
- Papa Giulio II
- Cardinale Raffaele Sansone Riario
- Papa Leone X
- Papa Paolo III
- Cardinale Francesco Pisani
- Cardinale Alfonso Gesualdo di Conza
- Papa Clemente VIII
- Cardinale Pietro Aldobrandini
- Cardinale Laudivio Zacchia
- Cardinale Antonio Barberini, O.F.M.Cap.
- Cardinale Marcantonio Franciotti
- Cardinale Giambattista Spada
- Cardinale Carlo Pio di Savoia
- Arcivescovo Giacomo Palafox y Cardona
- Cardinale Luis Manuel Fernández de Portocarrero-Bocanegra y Moscoso-Osorio
- Patriarca Pedro Portocarrero y Guzmán
- Vescovo Silvestre García Escalona
- Vescovo Julián Domínguez y Toledo
- Vescovo Pedro Manuel Dávila Cárdenas
- Arcivescovo Domingo Pantaleón Álvarez de Abreu
- Arcivescovo Manuel José Rubio y Salinas
- Vescovo Manuel de Matos, O.F.M.Disc.
- Vescovo Juan de La Fuente Yepes
- Vescovo Pierre Brigot, M.E.P.
- Vescovo Luigi (Luigi Maria di Gesù) Pianazzi, O.C.D.
- Vescovo Antonio (Pietro d'Alcántara di San Antonio) Ramazzini, O.C.D..
- Vescovo Paolo Antonio (Raimondo di San Giuseppe) Boriglia, O.C.D.
- Vescovo Louis-Charles-Auguste Hébert, M.E.P.
- Vescovo Clément Bonnand, M.E.P.
- Vescovo Etienne-Louis Charbonnaux, M.E.P.
- Arcivescovo François-Jean-Marie Laouënan, M.E.P.
- Arcivescovo Joseph-Adolphe Gandy, M.E.P.
- Vescovo Hugues-Madelain Bottero, M.E.P.
- Arcivescovo Elie-Jean-Joseph Morel, M.E.P.
- Arcivescovo Auguste-Siméon Colas, M.E.P.
- Arcivescovo Ambrose Rayappan
- Cardinale Duraisamy Simon Lourdusamy
- Arcivescovo Cornelius Elanjikal
- Arcivescovo Maria Callist Soosa Pakiam
- Arcivescovo Thomas Jessayyan Netto